# Straža pri Dolu
Straža pri Dolu – wieś w Słowenii, w gminie Vojnik. W 2018 roku liczyła 27 mieszkańców.